# Електричний сом
Електри́чний сом (Malapterurus) — рід риб родини Електричні соми ряду сомоподібні. Має 18 видів. Наукова назва походить від грецьких слів mala, тобто великий, pteron — «плавець», та oura — «хвіст».

## Опис
Загальна довжина представників цього роду коливається від 30 до 122 см, при максимальній вазі у 20 кг. Деякі види відомі тільки з музейних експонатів. Голова широка, сплощена зверху, коротка. Морда закруглена. Очі маленькі, зір дуже поганий. Ніздрі широко розставлені. Рот переважно широкий. Зуби широкі. Губи товсті. Мають 3 пари вусів. Зяброві отвори вузькі, обмежені з боків. Тулуб подовжений і циліндричний, черево доволі велике й масивне. Кількість хребців коливається від 35 до 45. Плавальний міхур має 2 подовжені задні камери. Спинний плавець відсутній. Жировий плавець великий, розташований навпроти закінчення анального плавця. Грудні, черевні та хвостовий плавці закруглені на кінці. Найбільшим з них є останній. Анальний плавець доволі довгий.
Забарвлення спини й боків сірувато-коричнювате з довільно розкиданими з боків чорними плямочками. Черево має прозоро-білий або кремовий колір. Задня частина хвостового стебла має темно-коричневу або чорну вертикальну риску. Анальний і хвостовий плавці наділені кремовими облямівками.

## Спосіб життя
Це бентопелагічні риби. Віддають перевагу каламутним і чорним водам, стоячим водоймам. Зустрічаються в бухтах, у гирлах річок, прибережній зоні. Ведуть малорухливий спосіб життя, вдень ховаються під корчами або в ущелинах. Активні в сутінках і вночі. Це хижі риби, які приголомшують жертву потужним електричним ударом. Також свою зброю застосовують при захисті території і при обороні. У великих дорослих риб заряд сягає до 600 Вт. Здобич вони знаходять за допомогою слабких електричних імпульсів. Живляться переважно рибами, а також безхребетними.
Самиця відкладає ікру в глибокі отвори — 3 м завглибшки на глибині 1—3 м.

## Розповсюдження
Мешкають у водоймах західної та центральної Тропічної Африки (від Сенегалу до Танзанії), а також у басейні річки Ніл.

## Тримання в акваріумі
Потрібна ємність від 100 літрів. На дно насипають великий річковий пісок або дрібну гальку. Декорувати можна великими каменями неправильної форми. Для сома обов'язково потрібне укриття, в якому він буде проводити денний час. Між собою можуть ужитися тільки молоді особини, але з віком між ними будуть відбуватися жорстокі бійки, які приведуть до загибелі більш слабких особин. З цієї ж причини не можна підселити до них і інших риб.
Годують сомів у неволі шматочками риби, креветками, мідіями, кальмарами, яловичим серцем. Жодного сухого харчу соми не їстимуть. Схильні до ожиріння, тому годують їх не більш як 1 раз на 2 дні. Деякі любителі тримають їх без фільтрації і аерації. Тільки воду підмінюють. З технічних засобів цілком годиться внутрішній фільтр середньої потужності для створення помірної течії. Температура тримання повинна становити 20—25 °C.

## Види
- Malapterurus barbatus
- Malapterurus beninensis
- Malapterurus cavalliensis
- Malapterurus electricus
- Malapterurus leonensis
- Malapterurus melanochir
- Malapterurus microstoma
- Malapterurus minjiriya
- Malapterurus monsembeensis
- Malapterurus occidentalis
- Malapterurus oguensis
- Malapterurus punctatus
- Malapterurus shirensis
- Malapterurus stiassnyae
- Malapterurus tanganyikaensis
- Malapterurus tanoensis
- Malapterurus teugelsi
- Malapterurus thysi